# Ben Helfgott

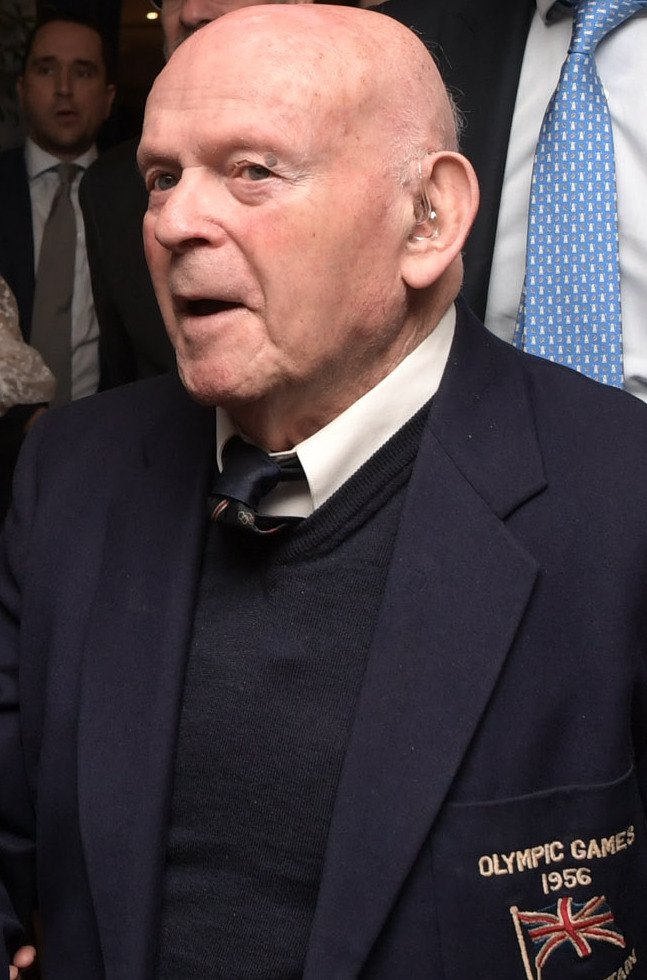
Ben Helfgott (2021)

Sir Benjamin „Ben“ Helfgott (geb. 22. November 1929 in Pabianice, Polen; gest. 16. Juni 2023 in London) war ein Überlebender des Holocaust, der in den 1950er Jahren als Gewichtheber für das Vereinigte Königreich unter anderem bei den Olympischen Sommerspielen 1956 und 1960 antrat.

## Krieg und Verfolgung
Helfgott wuchs in Piotrkow auf. Seine Mutter bemühte sich bereits in den 1930er Jahren um die Ausreisegenehmigung nach Palästina. Nachdem die Genehmigung vorlag, überredete Helfgotts Großmutter ihren Sohn, Bens Vater, auf die Ausreise zu verzichten. Die Familie blieb in Piotrkow.
Nach Kriegsausbruch am 1. September 1939 floh Helfgotts Familie von Piotrkow nach Sulejów. Am 3. September wurde die Familie vom Kriegsgeschehen eingeholt, Sulejów wurde durch einen deutschen Fliegerangriff weitgehend zerstört. Helfgotts Familie überlebte, verlor aber Pferd und Fuhrwerk, so dass sie die aus Piotrkow geretteten Habseligkeiten zurücklassen musste, als sie nach Piotrkow zurückkehrten.
Nach Einrichtung des Ghettos Piotrkow lebte Helfgott mit seinen Eltern und seinen beiden Schwestern in diesem Ghetto. Helfgott verließ anfangs regelmäßig das Ghetto und ging sogar ins Kino. Die Abriegelung des Ghettos wurde aber in der Folgezeit immer weiter verschärft. Im Dezember 1942 begannen die Deutschen mit der Auflösung des Ghettos. Dazu wurden die Bewohner des Ghettos in einen nahen Wald gebracht und dort erschossen. Bei dieser Aktion starben Helfgotts Mutter und seine jüngste Schwester Luisa. Helfgott selber wurde weiterhin als Arbeitskraft eingesetzt. Gegen Ende des Krieges verlegte die SS die letzten Arbeitskräfte von Piotrkow nach Schlieben, wo Helfgott erstaunt feststellte, dass es noch weitere Juden gab, denen es ähnlich ergangen war.
Als die Alliierten Streitkräfte näher rückten, wurden die jüdischen Zwangsarbeiter aus Schlieben mit einem Zug in das KZ Theresienstadt gebracht, diese Fahrt dauerte 14 Tage. Helfgott verbrachte die letzten drei Wochen bis zur Befreiung am 8. Mai 1945 in Theresienstadt. Dort erfuhr er von Mitgefangenen, dass sein Vater auf einem der Todesmärsche nach Theresienstadt ermordet worden war.
Nach dem Krieg versuchte Ben Helfgott mit seinem drei Jahre jüngeren Vetter von Theresienstadt aus nach Polen zurückzukehren. Auf dem Bahnhof von Tschenstochau stellten ihn zwei polnische Offiziere, denen er seinen Ausweis präsentierte, der ihn als Überlebenden der Konzentrationslager bestätigte. Die polnischen Offiziere nahmen die beiden Jungen mit. In einem Hinterhof forderten die Polen mit gezogener Pistole die beiden Jungen auf, zur nächsten Wand zu gehen. Helfgott flehte sie an, ihn nach allen Schrecken der Lager zu verschonen. Schließlich ließen die beiden Polen die beiden Jungen mit den Worten laufen: „Ihr könnt euch glücklich schätzen. Wir haben viele von eurer Sorte getötet. Ihr seid die ersten, die wir am Leben gelassen haben.“ Ben Helfgott und sein Vetter kehrten nach Theresienstadt zurück. Außer seinem Vetter hatte auch Bens Schwester Mala überlebt, die nach dem Krieg in einem Lager in Schweden wieder zu Kräften kam. 1947 zog Mala Helfgott nach England, wo sie zunächst als Stenotypistin arbeitete.

## The Boys
Im Jahr 1945 beschloss die britische Regierung auf Betreiben von Leonard Montefiore insgesamt 1000 jüdischen Kindern im Alter von bis zu 16 Jahren, die ihre Angehörigen in den Konzentrationslagern verloren hatten, die Einreise in das Vereinigte Königreich anzubieten. Letztlich kamen auf diese Weise 732 junge Juden in das Vereinigte Königreich. „Trotz aller Bemühungen konnten nicht einmal tausend überlebende Kinder ausfindig gemacht werden.“ sagt Ben Helfgott zu dieser Zahl. Die größte Gruppe kam aus Theresienstadt, wohin sie auf den Todesmärschen gelangt waren. Obwohl auch einige Mädchen unter den Geretteten befanden, setzte sich als Sammelbezeichnung Boys (englisch für Jungen) durch. Von den 732 jungen Juden blieb mehr als die Hälfte dauerhaft im Vereinigten Königreich. Ungefähr 100 wanderten nach der Staatsgründung Israels 1948 dorthin aus. Zweihundert zog es weiter in die Vereinigten Staaten, vierzig nach Kanada und einzelne wanderten später in andere Länder und Erdteile weiter. Ben Helfgott gehörte zu den ersten dreihundert Boys, die von Theresienstadt nach Windermere gebracht wurden und die dort neben obligatorischen Englischkursen auch versuchten, soviel Schulbildung wie irgend möglich in kurzer Zeit nachzuholen.
Letztendlich wurden 732 Kinder unter anderem 300 seit dem 14. August 1945 durch die Royal Air Force nach England gebracht. Diese 300 kamen auf dem Gelände des ehemaligen Flugzeugwerks Short Sunderland unter, welches in der Nähe des Sees Windermere liegt.
Die Geschichte wurde im Jahr 2020 unter dem Namen Die Kinder von Windermere in einer Koproduktion von ZDF und BBC verfilmt. Zusätzlich erfolgte eine filmische Dokumentation Die Kinder von Windermere – Die Dokumentation , in der Betroffene, darunter Arek Hershlikovicz, Ben Helfgott selbst und Sam Laskier; auftraten. Diese wurde anlässlich des 75. Jahrestages der Befreiung des KZ Auschwitz im Jahr 2020 durch ZDF-History ausgestrahlt.
Als die Jugendlichen nach und nach die Auffanglager verließen und eine Berufsausbildung begannen oder auf einheimische Schulen gingen, gründete Paul Yogi Mayer in London den Primrose Club als Anlaufstelle, in dem sich die Jugendlichen nach Feierabend und am Wochenende trafen. Dort gründete Ben Helfgott bald eine Gewichthebergruppe.

## Sportliche Karriere
Bei der ersten Makkabiade nach dem Holocaust, die 1950 in Israel ausgetragen wurde, gewann der 1,65 Meter große Ben Helfgott den Titel im Leichtgewicht, er konnte diesen Erfolg 1953 und 1957 wiederholen. 1954 gewann Helfgott seinen ersten britischen Meistertitel im Federgewicht, 1955, 1956 und 1958 siegte er im Leichtgewicht. Helfgott ist siebenfacher britischer Landesmeister. Ben Helfgott war während der Olympischen Spiele 1956 und 1960 Flaggenträger und Mannschaftskapitän der britischen Olympiaauswahl. Ben Helfgott nahm als Kapitän der britischen Gewichtheber an den Olympischen Spielen 1956 teil und belegte den 13. Platz, 1960 erreichte er den 18. Platz. Bei den British Empire and Commonwealth Games 1958 in Cardiff gewann Helfgott die Bronzemedaille. Helfgott nahm außerdem viermal an Weltmeisterschaften im Gewichtheben teil.

## Nach dem Sport
Mitte der 1960er Jahre, der Primrose Club hatte längst ausgedient, gründeten einige der Boys die ’45 Aid Society, die seit 1965 ein jährliches Dinner veranstaltet, zu dem bis zu 200 Boys mit ihren Ehepartnern erscheinen. Die ’45 Aid Society fungiert als wohltätiger Verein, der unter seinen Mitgliedern sammelt und das Geld an wohltätige Projekte weitergibt. So reiste Ben Helfgott mit einer Delegation des Vereins 1967 im Anschluss an den Sechstagekrieg nach Israel, um dort Geld an ein Kinderprojekt zu übergeben.
Ben Helfgott arbeitete sich vom Schneiderlehrling zum Textilfabrikanten hoch. Daneben übernahm er ehrenamtliche Tätigkeiten, unter anderem in der ’45 Aid Society, mit der er ab den 1980er Jahren Reisen von Holocaust-Überlebenden nach Polen organisierte. Nachdem sich Helfgott über Jahrzehnte dafür eingesetzt hatte, die polnischen Helfer und Unterstützer von untergetauchten Juden zu ehren, erhielt Helfgott 1994 den polnischen Verdienstorden. 1995 wurde Ben Helfgott in die International Jewish Sports Hall of Fame aufgenommen. 2018 wurde Helfgott als Knight Bachelor mit dem Prädikat Sir geadelt, in Anerkennung seiner Bemühungen um das Gedenken des und die Bildung über den Holocaust. Im Jahr 2000 wurde er in Anerkennung seiner Leistungen im kommunalen Bereich als Member des Order of the British Empire (MBE) ausgezeichnet. Im selben Jahr veröffentlichte Joseph Finklestone seine Biographie Ben Helfgott: From Victim to Champion.